# Yannick Kergoat

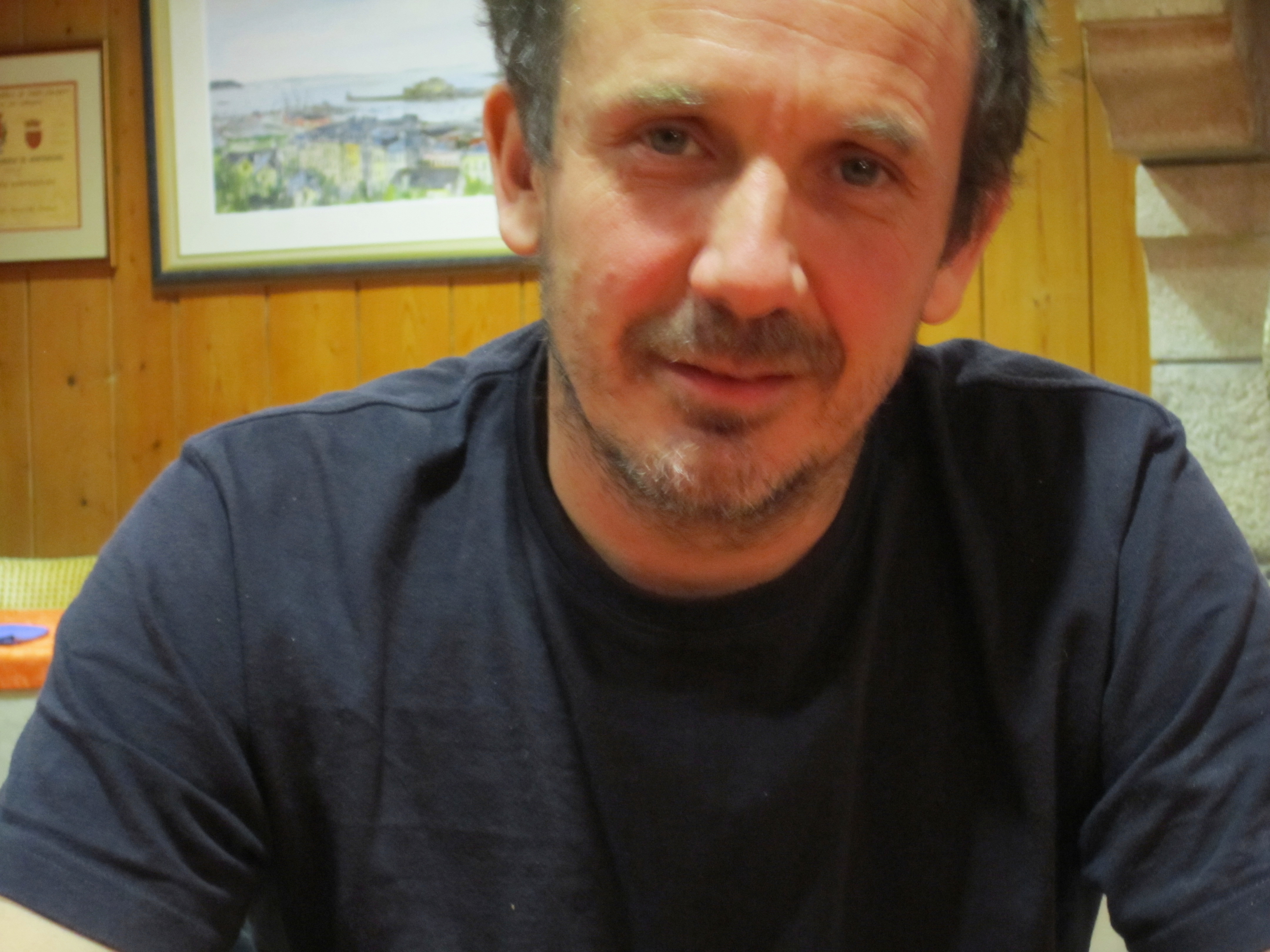
Yannick Kergoat

Yannick Kergoat (* 20. Jahrhundert) ist ein französischer Filmeditor.
Yannick Kergoat ist seit Mitte der 1990er Jahre als Filmeditor tätig. Er arbeitete öfters für die Regisseure Costa-Gavras und Rachid Bouchareb.
Für Harry meint es gut mit dir wurde er 2001 mit dem César für den Besten Schnitt ausgezeichnet. Für Tage des Ruhms (2007) und den medienkritischen Dokumentarfilm Les nouveaux chiens de garde (2013) war er jeweils nominiert.

## Filmografie (Auswahl)
- 1998: Liebe das Leben (La Vie rêvée des anges)
- 2000: Harry meint es gut mit dir (Harry, un ami qui vous veut du bien)
- 2002: Der Stellvertreter (Amen.)
- 2003: Gothika
- 2005: Die Axt (Le Couperet)
- 2006: Tage des Ruhms (Indigènes)
- 2008: Ein Wort hätte genügt (Story of Jen)
- 2008: Asterix bei den Olympischen Spielen (Astérix aux Jeux Olympiques)
- 2009: London River
- 2009: Eden is West (Eden à l’Ouest)
- 2010: Outside the Law (Hors-la-loi)
- 2011: Les nouveaux chiens de garde (Dokumentarfilm)
- 2012: Renoir
- 2012: Just Like a Woman
- 2014: La voie de l’ennemi
- 2014: Lou! – Klitzegeheimes Tagebuch (Lou! Journal infime)
- 2016: Der Krieg meiner Tochter (La route d’Istanbul)
- 2017: Drôle de père
- 2022: Bis Freitag, Robinson (À Vendredi, Robinson) (Dokumentarfilm)